# 第25回フェブラリーステークス
2008年2月24日に東京競馬場で行われた第25回フェブラリーステークスについて詳述する。

## レース施行時の状況
当初出走を予定していたダイワスカーレットが調教中の負傷で直前に回避した一方で、川崎記念を疾病で取り消したヴァーミリアンが矛先をこちらに変えて参戦した。急遽の参戦であること、前々年のこのレースで完敗していることを不安視する向きもあったが、前年末の圧倒的なパフォーマンスからここでも単勝1番人気に推された。そのヴァーミリアンが回避した川崎記念を制したフィールドルージュ、根岸ステークスを制したワイルドワンダーがそれに続く人気となった。当日の天候は晴、馬場状態は良。

## 出走馬と枠順
| 枠番 | 馬番 | 競走馬名           | 性齢 | 斤量 | 騎手       | オッズ      | 調教師     |
| ---- | ---- | ------------------ | ---- | ---- | ---------- | ----------- | ---------- |
| 1    | 1    | フジノウェーブ     | 牡6  | 57   | 御神本訓史 | 65.8(11人)  | 高橋三郎   |
| 1    | 2    | ノボトゥルー       | 牡12 | 57   | 田中勝春   | 165.7(15人) | 森秀行     |
| 2    | 3    | アンパサンド       | 牡4  | 57   | 戸崎圭太   | 118.9(13人) | 池田孝     |
| 2    | 4    | フィールドルージュ | 牡6  | 57   | 横山典弘   | 5.0(2人)    | 西園正都   |
| 3    | 5    | クワイエットデイ   | 牡8  | 57   | 角田晃一   | 35.7(9人)   | 松元省一   |
| 3    | 6    | メイショウバトラー | 牝8  | 55   | 福永祐一   | 73.3(12人)  | 高橋成忠   |
| 4    | 7    | ドラゴンファイヤー | 牡4  | 57   | 安藤勝己   | 14.8(6人)   | 久保田貴士 |
| 4    | 8    | ロングプライド     | 牡4  | 57   | ペリエ     | 10.3(4人)   | 小野幸治   |
| 5    | 9    | メイショウトウコン | 牡6  | 57   | 武幸四郎   | 14.2(5人)   | 安田伊佐夫 |
| 5    | 10   | ブルーコンコルド   | 牡8  | 57   | 幸英明     | 19.4(7人)   | 服部利之   |
| 6    | 11   | ヴィクトリー       | 牡4  | 57   | 後藤浩輝   | 23.1(8人)   | 音無秀孝   |
| 6    | 12   | リミットレスビッド | 牡9  | 57   | 蛯名正義   | 128.6(14人) | 加用正     |
| 7    | 13   | ビッググラス       | 牡7  | 57   | 今野忠成   | 194.0(16人) | 高橋三郎   |
| 7    | 14   | デアリングハート   | 牝6  | 55   | 藤田伸二   | 36.9(10人)  | 藤原英昭   |
| 8    | 15   | ヴァーミリアン     | 牡6  | 57   | 武豊       | 2.4(1人)    | 石坂正     |
| 8    | 16   | ワイルドワンダー   | 牡6  | 57   | 岩田康誠   | 5.1(3人)    | 久保田貴士 |

## レース展開
レースは前年の皐月賞馬でダート初挑戦のヴィクトリーが引っ張った。デアリングハートとメイショウバトラーがそれに続き、ヴァーミリアンは5～6番手の好位外目を進んだ。スタートで躓いて出遅れたフィールドルージュは最後方を進むが、ペースが全く上がらず馬群から大きく離され、そのまま競走を中止した。直線入口で先頭に立ったデアリングハートの外から、ヴァーミリアンとワイルドワンダーが並びかけて先頭を奪う。しかしすぐにヴァーミリアンが抜け出し、後続を引き離しにかかった。内からブルーコンコルドが伸びて2番手に上がるが、先頭に届く脚色ではなかった。結局ヴァーミリアンが優勝、ダートGIの5勝目（中央競馬のGIは2勝目）を挙げた。

## 着順

### レース着順
| 着順 | 馬番 | 競走馬名           | タイム | 着差      | 上がり3ハロン |
| ---- | ---- | ------------------ | ------ | --------- | ------------- |
| 1    | 15   | ヴァーミリアン     | 1.35.3 |           | 35.9          |
| 2    | 10   | ブルーコンコルド   | 1.35.6 | 1 3/4馬身 | 36.2          |
| 3    | 16   | ワイルドワンダー   | 1.35.9 | 2馬身     | 36.3          |
| 4    | 8    | ロングプライド     | 1.36.1 | 1 1/4馬身 | 36.3          |
| 5    | 12   | リミットレスビッド | 1.36.2 | 1/2馬身   | 36.6          |
| 6    | 5    | クワイエットデイ   | 1.36.3 | 3/4馬身   | 36.5          |
| 7    | 14   | デアリングハート   | 1.36.5 | 1 1/4馬身 | 37.3          |
| 8    | 9    | メイショウトウコン | 1.37.0 | 3馬身     | 37.0          |
| 9    | 7    | ドラゴンファイヤー | 1.37.1 | クビ      | 36.8          |
| 10   | 3    | アンパサンド       | 1.37.3 | 1 1/4馬身 | 37.7          |
| 11   | 6    | メイショウバトラー | 1.37.5 | 1 1/4馬身 | 38.2          |
| 12   | 1    | フジノウェーブ     | 1.37.7 | 1 1/2馬身 | 37.2          |
| 13   | 13   | ビッググラス       | 1.37.8 | クビ      | 38.5          |
| 14   | 2    | ノボトゥルー       | 1.37.9 | 1/2馬身   | 37.9          |
| 15   | 11   | ヴィクトリー       | 1.38.9 | 6馬身     | 39.8          |
| 中止 | 4    | フィールドルージュ | －     | 競走中止  |               |

### データ
| 600m通過タイム      | 34.8秒（ヴィクトリー） |
| 上がり4ハロン       | 48.6秒                 |
| 上がり3ハロン       | 36.5秒                 |
| 優勝馬上がり3ハロン | 35.9秒                 |
| リミットレスビッド  | 1.36.2                 |

### 払戻金
| 単勝   | 15       | 240円    |
| 複勝   | 15       | 140円    |
| 複勝   | 10       | 360円    |
| 複勝   | 16       | 160円    |
| 枠連   | 5-8      | 680円    |
| 馬連   | 10-15    | 2,820円  |
| 馬単   | 15→10    | 3,520円  |
| ワイド | 10-15    | 950円    |
| ワイド | 15-16    | 350円    |
| ワイド | 10-16    | 1,020円  |
| 3連複  | 10-15-16 | 3,820円  |
| 3連単  | 15→10→16 | 17,550円 |

## テレビ・ラジオ中継
- ラジオNIKKEI
  - 実況：山本直也
- フジテレビ
  - 実況：長谷川豊
  - 解説：井崎脩五郎（競馬評論家）
  - ゲート前リポーター：福永一茂
  - 勝利ジョッキーインタビュー：伊藤利尋

## 備考
- フィールドルージュは、左肩跛行のため向正面で競走中止。
- クワイエットデイを管理する松元省一調教師は、このレースを最後に調教師を引退した。
- ノボトゥルー、デアリングハートは、このレースを最後に中央競馬の競走馬登録を抹消した。